# كريستوفر غراي
كريستوفر غراي (بالإنجليزية: Christopher Gray)‏ هو صحفي ومؤرخ أمريكي، ولد في 24 أبريل 1950 في كانساس سيتي في الولايات المتحدة، وتوفي في 10 مارس 2017 في مانهاتن في الولايات المتحدة.